# Perreuse
Perreuse is een plaats en voormalige gemeente in het Franse departement Doubs in de regio Bourgogne-Franche-Comté.

## Geschiedenis
Tot 1 januari 1973 was Perreuse een zelfstandige gemeente, toen werd het een commune associée Treigny. Deze gemeente fuseerde op 1 januari 2019 met Sainte-Colombe-sur-Loing tot de commune nouvelle Treigny-Perreuse-Sainte-Colombe.
Perreuse · Sainte-Colombe-sur-Loing · Treigny